# Marvin Wayne Meyer
Marvin Wayne Meyer (* 16. April 1948 in Grand Rapids; † 16. August 2012) war ein US-amerikanischer Koptologe.

## Leben
Er war Griset-Professor für Bibel und Christliche Studien an der Chapman University und Direktor des Albert-Schweitzer-Instituts. Er war auch Direktor des Projekts für koptische magische Texte des Instituts für Antike und Christentum.
Er war am bekanntesten für seine Übersetzungen der Texte von Dokumenten, die mit den alten Mysterienreligionen, der frühchristlichen Magie und den gnostischen Texten in Verbindung stehen. Die bemerkenswertesten waren das Evangelium von Thomas und das Evangelium von Judas, von denen das erstere in der Nag Hammadi Bibliothek enthalten ist. Meyer hat eine Sammlung englischer Übersetzungen der Nag-Hammadi-Texte für das HarperOne-Impressum herausgegeben, deren letzte überarbeitete Ausgabe 2007 als Nag-Hammadi-Schrift veröffentlicht wurde. Er galt als Autorität für Gnostizismus und hat an vielen Büchern zu diesem Thema gearbeitet. Meyer starb am 16. August 2012 an einem Melanom.

## Schriften (Auswahl)
- The Mithras Liturgy. Missoula 1976, ISBN 0-89130-113-5.
- The letter of Peter to Philip. Text, translation, and commentary. Chico 1981, ISBN 0-89130-463-0.
- The magical book of Mary and the angels, (P. Heid. Inv. Kopt. 685). Text, translation, and commentary. Heidelberg 1996, ISBN 3-8253-0487-6.
- als Herausgeber mit Rodolphe Kasser und Gregor Wurst: Das Evangelium des Judas. Aus dem Codex Tchacos. Wiesbaden 2006, ISBN 3-939128-60-0.